# 1992年バルセロナオリンピックのボクシング競技
1992年バルセロナオリンピックのボクシング競技（1992ねんバルセロナオリンピックのボクシングきょうぎ）は、7月26日から8月9日までの競技日程で実施された。種目は男子のみ12階級で行われた。この大会からは参加選手数やレベルの均一化を図るため、従来の国ごとの代表制ではなく大陸ごとの代表制が採用されるようになった。

## 競技結果
| 階級                           | 金                                            | 銀                                        | 銅                                          |
| ------------------------------ | --------------------------------------------- | ----------------------------------------- | ------------------------------------------- |
| ライトフライ級 (– 48 kg)       | ロゲリオ・マルセーロ キューバ (CUB)           | ダニエル・ペトロフ ブルガリア (BUL)       | ヤン・カスト ドイツ (GER)                   |
| ライトフライ級 (– 48 kg)       | ロゲリオ・マルセーロ キューバ (CUB)           | ダニエル・ペトロフ ブルガリア (BUL)       | ローエル・ベラスコ フィリピン (PHI)         |
| フライ級 (– 51 kg)             | 崔鉄洙 北朝鮮 (PRK)                           | ラウル・ゴンザレス キューバ (CUB)         | ティム・オースティン アメリカ合衆国 (USA)   |
| フライ級 (– 51 kg)             | 崔鉄洙 北朝鮮 (PRK)                           | ラウル・ゴンザレス キューバ (CUB)         | イシュトヴァン・コバチ ハンガリー (HUN)     |
| バンタム級 (– 54 kg)           | ホエール・カサマヨール キューバ (CUB)         | ウェイン・マッカラー アイルランド (IRL)   | モハメド・アティク モロッコ (MAR)           |
| バンタム級 (– 54 kg)           | ホエール・カサマヨール キューバ (CUB)         | ウェイン・マッカラー アイルランド (IRL)   | リー・グワンシク 北朝鮮 (PRK)               |
| フェザー級 (– 57 kg)           | アンドレアス・テウス ドイツ (GER)             | ファウスティノ・レイジェス スペイン (ESP) | ラマジ・パリアニ EUN (EUN)                  |
| フェザー級 (– 57 kg)           | アンドレアス・テウス ドイツ (GER)             | ファウスティノ・レイジェス スペイン (ESP) | ホシネ・ソルタニ アルジェリア (ALG)         |
| ライト級 (– 60 kg)             | オスカー・デ・ラ・ホーヤ アメリカ合衆国 (USA) | マルコ・ルドルフ ドイツ (GER)             | ナムジル・バヤルサイカン モンゴル (MGL)     |
| ライト級 (– 60 kg)             | オスカー・デ・ラ・ホーヤ アメリカ合衆国 (USA) | マルコ・ルドルフ ドイツ (GER)             | 洪成湜 韓国 (KOR)                           |
| ライトウェルター級 (– 63.5 kg) | エクトール・ビネント キューバ (CUB)           | マーク・ルデック カナダ (CAN)             | レナード・ドリン ルーマニア (ROM)           |
| ライトウェルター級 (– 63.5 kg) | エクトール・ビネント キューバ (CUB)           | マーク・ルデック カナダ (CAN)             | ジリ・ジャール フィンランド (FIN)           |
| ウェルター級 (– 67 kg)         | マイケル・カルース アイルランド (IRL)         | ファン・エルナンデス キューバ (CUB)       | アニバル・アセベド プエルトリコ (PUR)       |
| ウェルター級 (– 67 kg)         | マイケル・カルース アイルランド (IRL)         | ファン・エルナンデス キューバ (CUB)       | アルコン・チェンライ タイ (THA)             |
| ライトミドル級 (– 71 kg)       | ファン・レムス キューバ (CUB)                 | オルハン・デリバス オランダ (NED)         | ジェルジ・ミゼイ ハンガリー (HUN)           |
| ライトミドル級 (– 71 kg)       | ファン・レムス キューバ (CUB)                 | オルハン・デリバス オランダ (NED)         | ロビン・リード イギリス (GBR)               |
| ミドル級 (– 75 kg)             | アリエル・エルナンデス キューバ (CUB)         | クリス・バード アメリカ合衆国 (USA)       | クリス・ジョンソン カナダ (CAN)             |
| ミドル級 (– 75 kg)             | アリエル・エルナンデス キューバ (CUB)         | クリス・バード アメリカ合衆国 (USA)       | 李承培 韓国 (KOR)                           |
| ライトヘビー級 (– 81 kg)       | トルステン・マイ ドイツ (GER)                 | ロスチスラフ・ザウリチニ EUN (EUN)        | ヴォイチェフ・バルトニク ポーランド (POL)   |
| ライトヘビー級 (– 81 kg)       | トルステン・マイ ドイツ (GER)                 | ロスチスラフ・ザウリチニ EUN (EUN)        | ゾルタン・ベレス ハンガリー (HUN)           |
| ヘビー級 (– 91 kg)             | フェリックス・サボン キューバ (CUB)           | デビッド・アイゾン ナイジェリア (NGR)     | デビッド・トゥア ニュージーランド (NZL)     |
| ヘビー級 (– 91 kg)             | フェリックス・サボン キューバ (CUB)           | デビッド・アイゾン ナイジェリア (NGR)     | アーノルド・ワンデルリージェ オランダ (NED) |
| スーパーヘビー級 (+ 91 kg)     | ロベルト・バラド キューバ (CUB)               | リチャード・イグビネグ ナイジェリア (NGR) | スビレン・ルシノフ ブルガリア (BUL)         |
| スーパーヘビー級 (+ 91 kg)     | ロベルト・バラド キューバ (CUB)               | リチャード・イグビネグ ナイジェリア (NGR) | ブライアン・ニールセン デンマーク (DEN)     |

## 各国メダル数
| 順 | 国・地域               | 金 | 銀 | 銅 | 計 |
| -- | ---------------------- | -- | -- | -- | -- |
| 1  | キューバ (CUB)         | 7  | 2  | 0  | 9  |
| 2  | ドイツ (GER)           | 2  | 1  | 1  | 4  |
| 3  | アメリカ合衆国 (USA)   | 1  | 1  | 1  | 3  |
| 4  | アイルランド (IRL)     | 1  | 1  | 0  | 2  |
| 5  | 北朝鮮 (PRK)           | 1  | 0  | 1  | 2  |
| 6  | ナイジェリア (NGR)     | 0  | 2  | 0  | 2  |
| 7  | EUN (EUN)              | 0  | 1  | 1  | 2  |
| 7  | ブルガリア (BUL)       | 0  | 1  | 1  | 2  |
| 7  | カナダ (CAN)           | 0  | 1  | 1  | 2  |
| 7  | オランダ (NED)         | 0  | 1  | 1  | 2  |
| 11 | スペイン (ESP)         | 0  | 1  | 0  | 1  |
| 12 | ハンガリー (HUN)       | 0  | 0  | 3  | 3  |
| 13 | 韓国 (KOR)             | 0  | 0  | 2  | 2  |
| 14 | フィリピン (PHI)       | 0  | 0  | 1  | 1  |
| 14 | アルジェリア (ALG)     | 0  | 0  | 1  | 1  |
| 14 | モンゴル (MGL)         | 0  | 0  | 1  | 1  |
| 14 | モロッコ (MAR)         | 0  | 0  | 1  | 1  |
| 14 | フィンランド (FIN)     | 0  | 0  | 1  | 1  |
| 14 | ルーマニア (ROM)       | 0  | 0  | 1  | 1  |
| 14 | プエルトリコ (PUR)     | 0  | 0  | 1  | 1  |
| 14 | タイ (THA)             | 0  | 0  | 1  | 1  |
| 14 | ポーランド (POL)       | 0  | 0  | 1  | 1  |
| 14 | イギリス (GBR)         | 0  | 0  | 1  | 1  |
| 14 | ニュージーランド (NZL) | 0  | 0  | 1  | 1  |
| 14 | デンマーク (DEN)       | 0  | 0  | 1  | 1  |